# William Hare (5e comte de Listowel)
Pour les articles homonymes, voir Hare.
William Francis Hare, 5e comte de Listowel, dit Billy Hare, né le 28 septembre 1906 et mort à Londres le 12 mars 1997,, est un homme d'État britannique, dernier secrétaire d'État à l'Inde et à la Birmanie dans un gouvernement britannique puis dernier gouverneur général du Ghana.

## Biographie

### Jeunesse et études
Il est l'aîné des six enfants de Richard Hare, 4e comte de Listowel et vétéran de la seconde guerre des Boers et de la Première Guerre mondiale. Le titre de comte de Listowel relève de la pairie d'Irlande, créé en 1822 pour William Hare, brièvement député à la Chambre des communes irlandaise à la fin du XVIIIe siècle. De nature « douce et chaleureuse », Billy Hare est profondément choqué en découvrant, au début des années 1920, la pauvreté qui existe à Londres. Il adopte des idées socialistes. Scolarisé au collège d'Eton, il étudie ensuite les « Grands Modernes » (philosophie, politique et économie) au Balliol College de l'université d'Oxford. Il y exprime ouvertement ses idées politiques, et cet aristocrate socialiste attire l'attention de la presse. Son père le retire alors de l'université après seulement un an, et l'envoie au Canada travailler comme aide de camp auprès du gouverneur général Freeman Freeman-Thomas,.
Autorisé ensuite à reprendre ses études, il étudie l'anglistique au Magdalene College de l'université de Cambridge. Il poursuit des études d'esthétique sous la direction du professeur Victor Basch à l'université de la Sorbonne à Paris, et complète une thèse de doctorat sur l'histoire de l'esthétique moderne à l'université de Londres,.

### Entrée en politique et Seconde Guerre mondiale
À la mort de son père en novembre 1931, Billy Hare devient le 5e comte de Listowel, ainsi que le 3e baron Hare de la pairie du Royaume-Uni, ce deuxième titre lui donnant droit à un siège à la Chambre des lords, la chambre haute du Parlement du Royaume-Uni. Il y siège parmi le petit nombre de lords travaillistes dont le chef de groupe parlementaire est le baron Arthur Ponsonby. Le nouveau comte de Listowel prend la parole à la Chambre pour la première fois en mars 1932 pour appeler le gouvernement britannique de Ramsay MacDonald à ne pas réduire la contribution financière du Royaume-Uni au Bureau international du travail de la Société des nations, rappelant les efforts de ce Bureau pour améliorer les conditions de travail des classes ouvrières dans les pays industrialisés,,.
À l'entame de la Seconde Guerre mondiale il se porte volontaire comme soldat, mais est refusé en raison de problèmes de vue. Il intègre un temps le Corps médical royal de l'Armée, avant d'être recruté par le Corps de Renseignement, avec le grade de sous-lieutenant. Il y devient bon ami du philosophe Alfred Jules Ayer. En 1941, il devient chief whip du Parti travailliste à la Chambre des lords, sous l'autorité de Christopher Addison, le vicomte Addison, chef du groupe parlementaire. Il quitte alors les forces armées. En 1944 il est fait sous-secrétaire d'État parlementaire auprès de Leo Amery au bureau de l'Inde dans le gouvernement d'unité nationale de Winston Churchill.

### Secrétaire d'État à l'Inde et à la Birmanie
À l'occasion des élections législatives de 1945, le Parti travailliste, pour la première fois de son histoire, remporte une majorité absolue des sièges à la Chambre des communes. Clement Attlee devient Premier ministre, et s'engage à accorder l'indépendance à l'Inde. Frederick Pethick-Lawrence est nommé secrétaire d'État à l'Inde et à la Birmanie, et donc chargé de ce dossier, en coordination avec le Premier ministre et avec Louis Mountbatten, le vice-roi des Indes. Sur proposition du comte Mountbatten, Clement Attlee confie la gestion du bureau de l'Inde à William Hare en avril 1947 ; il avait été jusque là ministre des Postes. L'essentiel du travail de préparation étant fait, William Hare pilote avec succès l'adoption du projet de loi d'indépendance de l'Inde à la Chambre des lords ; cette indépendance devient effective au 15 août, et le comte de Listowel devient alors simplement secrétaire d'État à la Birmanie,.
Le processus d'indépendance de la Birmanie est lui aussi déjà bien enclenché lorsqu'il hérite du dossier. Une assemblée constituante a été élue en avril 1947 (en) et la Ligue anti-fasciste pour la liberté du peuple (gauche radicale) y dispose d'une large majorité. L'assemblée opte pour la proclamation d'une république, et William Hare obtient sans encombre l'adoption de la législation nécessaire par le Parlement britannique. La Birmanie devient indépendante le 4 janvier 1948. Le même jour, le ministère que William Hare préside est abrogé, et il devient adjoint au secrétaire d'État aux Colonies, Arthur Creech Jones. Il se voit confier la responsabilité du début du processus d'autonomie politique pour les colonies britanniques en Asie du sud-est et aux Indes occidentales. Il se rend en Malaisie britannique et y préside à la session inaugurale du Conseil législatif fédéral, premier pas vers l'autonomie de cette colonie. Aux Antilles britanniques il rassemble pour la première fois les gouverneurs des différentes colonies britanniques de la région pour harmoniser les préparatifs à l'autonomie.

### Gouverneur général du Ghana
Les travaillistes perdent le pouvoir en 1951, mais les gouvernements conservateurs dans les années 1950 poursuivent la politique de transition des colonies vers l'indépendance. En 1957, le Ghana, mené par le socialiste Kwame Nkrumah, devient la première colonie en Afrique noire, tous empires coloniaux confondus, à accéder à l'indépendance. Le pays adopte le statut de royaume du Commonwealth, à titre transitoire, c'est-à-dire que le Ghana est pleinement indépendant et souverain mais reconnaît symboliquement la reine Élisabeth II comme chef de l'État. Les fonctions du monarque, qui sont purement d'ordre cérémoniel, sont exercées par un gouverneur général choisi par le gouvernement ghanéen. Kwame Nkrumah, qui a déjà rencontré le comte de Listowel, l'invite à accepter ce poste et ainsi à succéder à Charles Arden-Clarke, qui avait été le dernier gouverneur colonial du pays. William Hare accepte, et est fait chevalier grand-croix de l'ordre de Saint-Michel et Saint-Georges lors de son accession à ce poste de chef d'État de facto.
En tant que représentant de la Couronne, il exerce ses fonctions de manière neutre et impartiale. Il visite chaque année chacune des cinq régions du Ghana, où il est accueilli en grande pompe par les principaux chefs locaux. Son principal succès est de parvenir à restaurer de bonnes relations entre le chef des Ashantis et Kwame Nkrumah, organisant une rencontre entre les deux hommes. Ayant été frappé par le très grand respect que Kwame Nkrumah accorde à la reine Élisabeth II, il obtient par ailleurs que ce dernier soit honoré du titre de membre du Conseil privé. Son mandat prend fin en 1960 lorsque le Ghana devient une république. Il dira par la suite que ses années au Ghana ont été parmi les plus heureuses de sa vie.

### Fin de carrière
De 1965 à 1975, il est « président des comités (en) » de la Chambre des lords, c'est-à-dire premier adjoint auprès du Lord chancelier à la présidence de la Chambre. Il demeure un membre actif de la Chambre, et y prend la parole pour la dernière fois en décembre 1994, à l'âge de 88 ans, pour demander au gouvernement — en sa qualité d'ancien et dernier secrétaire d'État à la Birmanie — de s'inquiéter du sort d'Aung San Suu Kyi, dont il a connu le père Aung San, chef du mouvement indépendantiste birman. Il meurt en mars 1997, alors doyen de la Chambre des lords où il siège depuis plus longtemps que tout autre membre. Marié trois fois, il laisse cinq enfants, et c'est son fils aîné Francis qui devient le 6e comte de Listowel, siégeant à la Chambre des lords sans étiquette partisane,,.